# Етиопијан ерлајнс
Етиопијан ерлајнс (енгл. Ethiopian Airlines) јест авио-компанија са седиштем у Адис Абеби у Етиопији. Национална је авио-компанија Етиопије која саобраћа на редовним међународним путничким и карго летовима до 50 дестинација на свету, редовним домаћим летовима до 28 дестинација и карго-чартер летовима. Главни хуб компаније се налази на Аеродрому Боле у Адис Абеби.

## Историја
Цар Хајле Селасије је основао Етиопијан ерлајнс уз помоћ Транс ворлд ерлајнса, 30. децембра 1945. Летове су почели 8. априла 1946, с летовима између Адис Абебе и Каира и флотом од 5 авиона Даглас DC-3.
Франкфурт је био прва дуголинијска дестинација, 1958. године, и млазни авиони су за први пут почели да лете у Етиопијан ерлајнсу у јануару 1963, на летовима између Адис Абебе и Најробија. Власник авио-комапније је Влада Етиопије и запошљава 4.700 радника (марта 2007).
Иако су користили амерички пилоте и техничари од почетка, до 25. годишњице, 1971. године, Етиопијан ерлајнс је запошљавао само етиопске раднике. Године 1998, компанија је увела редовне преко-атлантске летове.

## Редовне линије
За више информација погледајте: Редовне линије Етиопијан ерлајнса

## Флота
Од марта 2008. године, флота Етиопијан ерлајнса изгледа овако:
| Тип                                           | Тотал             | Седиште (Пословна/Економска)                                              | Напомене |
| --------------------------------------------- | ----------------- | ------------------------------------------------------------------------- | -------- |
| Боинг 737-200                                 | 1                 | 16/95                                                                     |          |
| Боинг 737-700                                 | 5                 | 16/102                                                                    |          |
| Боинг 757-200                                 | 8                 | 16/144                                                                    |          |
| Боинг 767-200ЕР                               | 1                 |                                                                           |          |
| Боинг 767-300ЕР                               | 9                 | 24/216 (ET-ALH) 24/218 (ET-ALJ,-ALO,-ALP) 24/220 (ET-ALC) 30/206 (ET-ALL) |          |
| Фокер 50                                      | 5                 | 0/52                                                                      |          |
| де Хавиланд Канада ДХЦ-6 Твин Отер Серија 300 | 3                 | 0/18                                                                      |          |
| Боинг 787-8                                   | (8 наручених)     |                                                                           |          |
| Боинг 787-9                                   | (2 наручена)      |                                                                           |          |
| Укупно                                        | 32 (10 наручених) | Стање од марта 2008.                                                      |          |